# Mala sela, Črnomelj
Mala sela so naselje v Sloveniji.

## Geografija
Pomembnejša bližnja naselja so: Adlešiči (1,5 km) in Črnomelj (15 km).
V bližini vasi se nahajajo naslednje jame: Skvoreča, Bombikova in Hrustova jama.